# San Salvador de Bastavales
Bastavales (llamada oficialmente San Salvador de Bastavales) es una parroquia española del municipio de Brión, en la provincia de La Coruña, Galicia. 

## Entidades de población
Entidades de población que forman parte de la parroquia:
- Cirro
- Gándara
- Reboredo Pequeno
- San Salvador
- Soutullos

## Demografía
| Gráfica de evolución demográfica de Bastavales entre 2000 y 2018 |
|                                                                  |
| Datos según el nomenclátor publicado por el INE.                 |